# Casa Bolyai din Cluj-Napoca

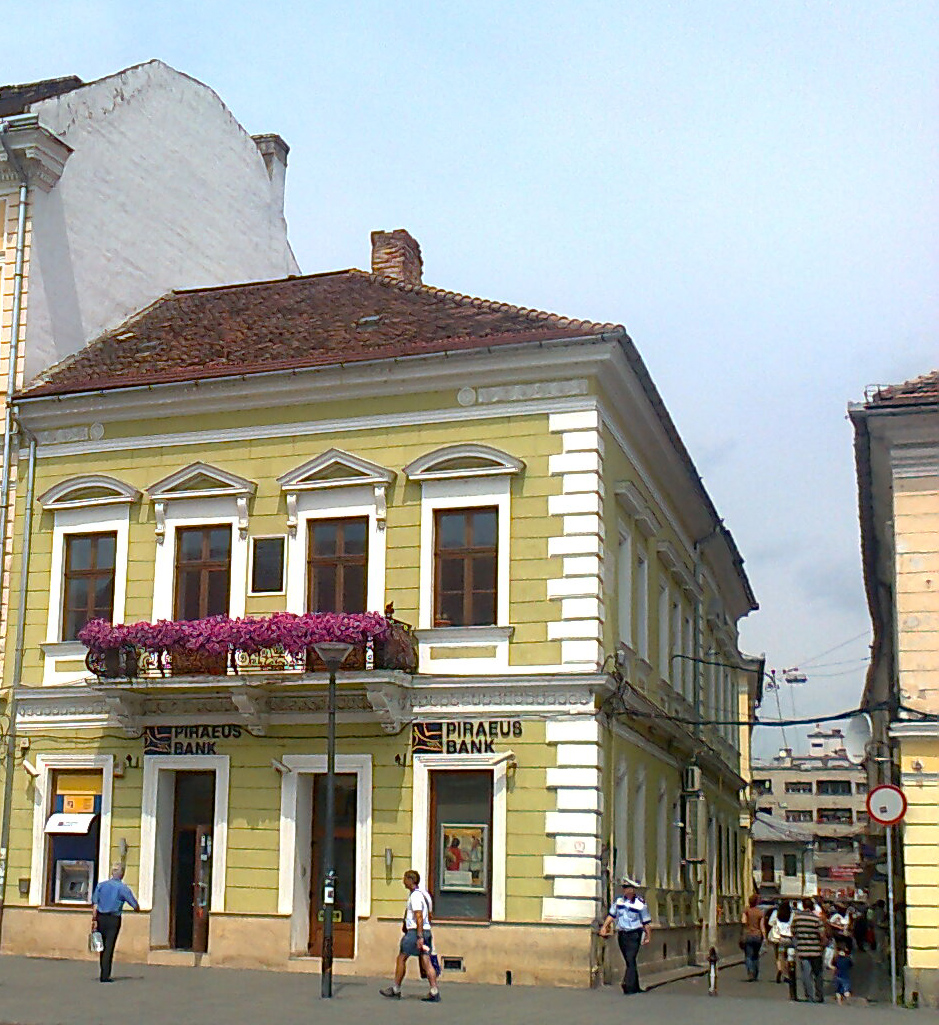
Casa Bolyai din Cluj-Napoca

Casa Bolyai (casa natală a matematicianului János Bolyai) din Cluj-Napoca,  unde s-a născut la 15 decembrie 1802,  se găsește la intersecția Bulevardului Eroilor cu str. Bolyai, peste drum de Catedrala "Schimbarea la Față". Casa a fost proprietatea lui József Benkő, bunicul lui János Bolyai din partea mamei.  

## Generalități
La 15 ianuarie 1903 (cu o lună întârziere din cauza iernii grele) s-a aniversat la Cluj o sută de ani de la nașterea marelui matematician. Cu această ocazie s-a dezvelit placa memorială în limba maghiară pe frontiscipiul clădirii, care îl numește pe János Bolyai Euclid al maghiarilor. Cu 50 de ani mai târziu, a fost amplasată o nouă placă pe peretele dinspre strada Bolyai în limbile română și maghiară. Textul în limba română: 
ÎN ACEASTĂ CASĂ 
S'A NĂSCUT LA 
15 DEC. 1802 
BOLYAI JÁNOS 
MARE 
MATEMATICIAN 
ȘI GÂNDITOR 
PROGRESIST. 
ACADEMIA R(epublicii). P(opulare). R(omâne). 
15 DEC 1952.

## Galerie de imagini

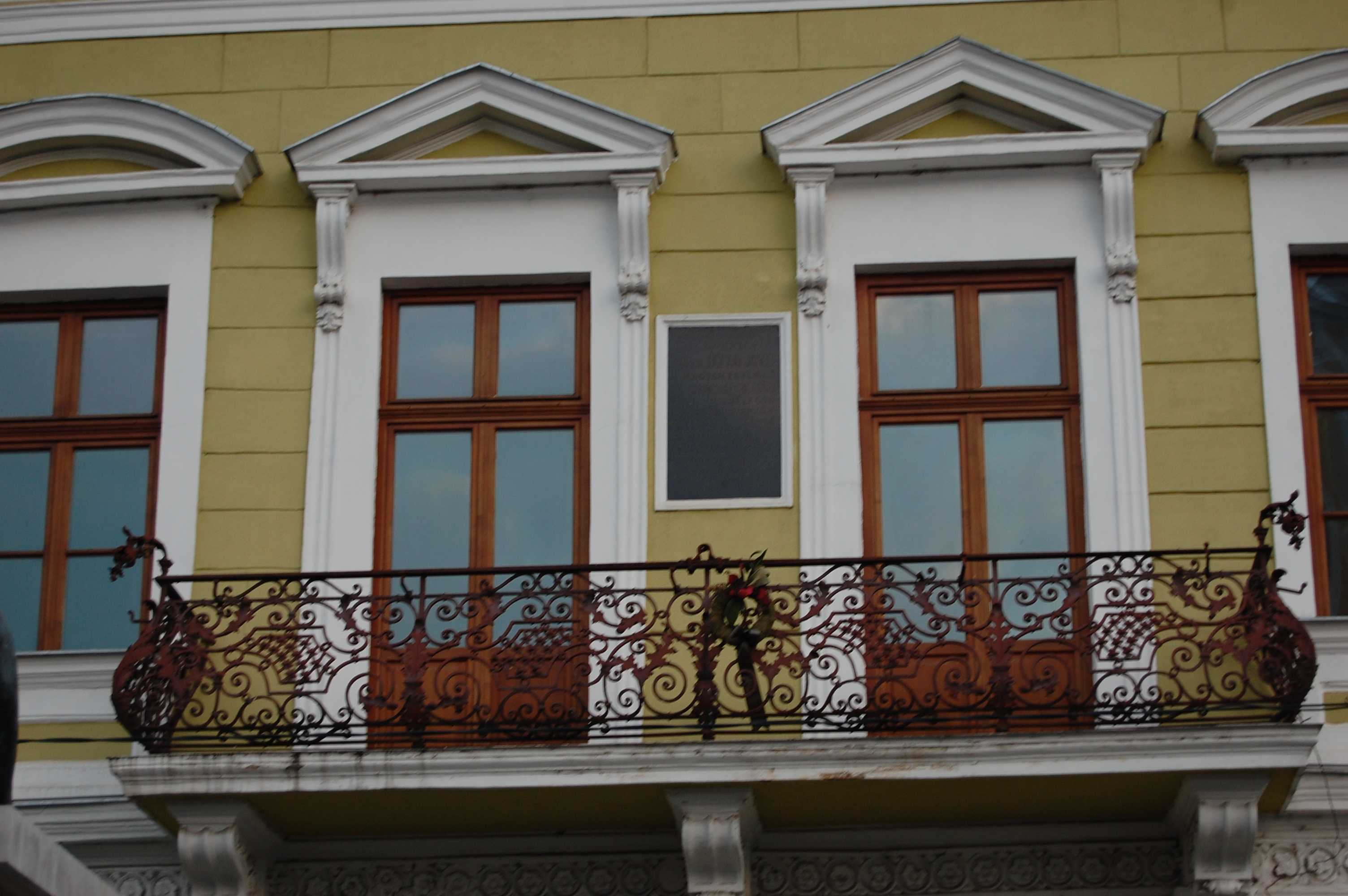
Fațada clădirii
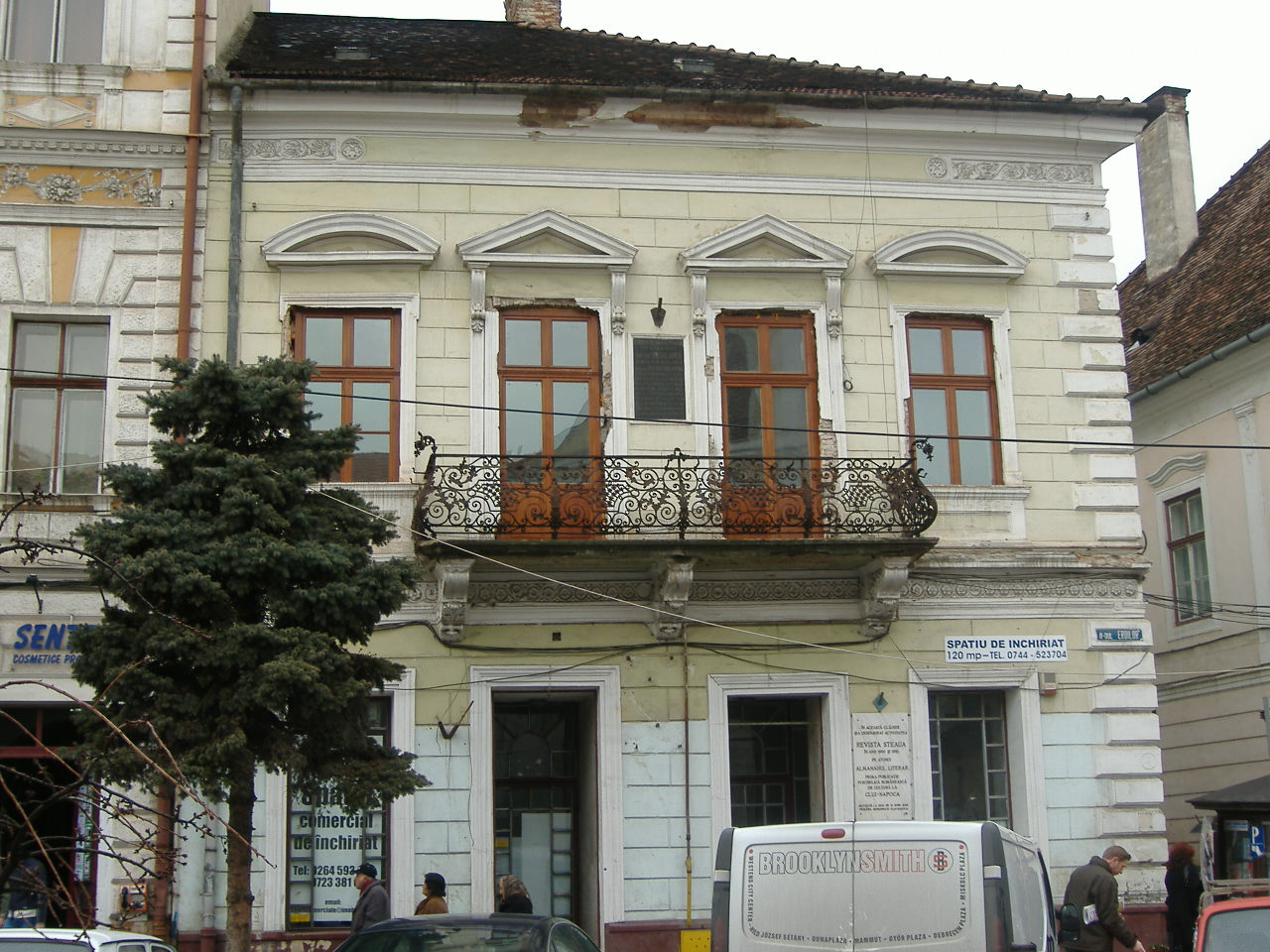
Inainte de renovare
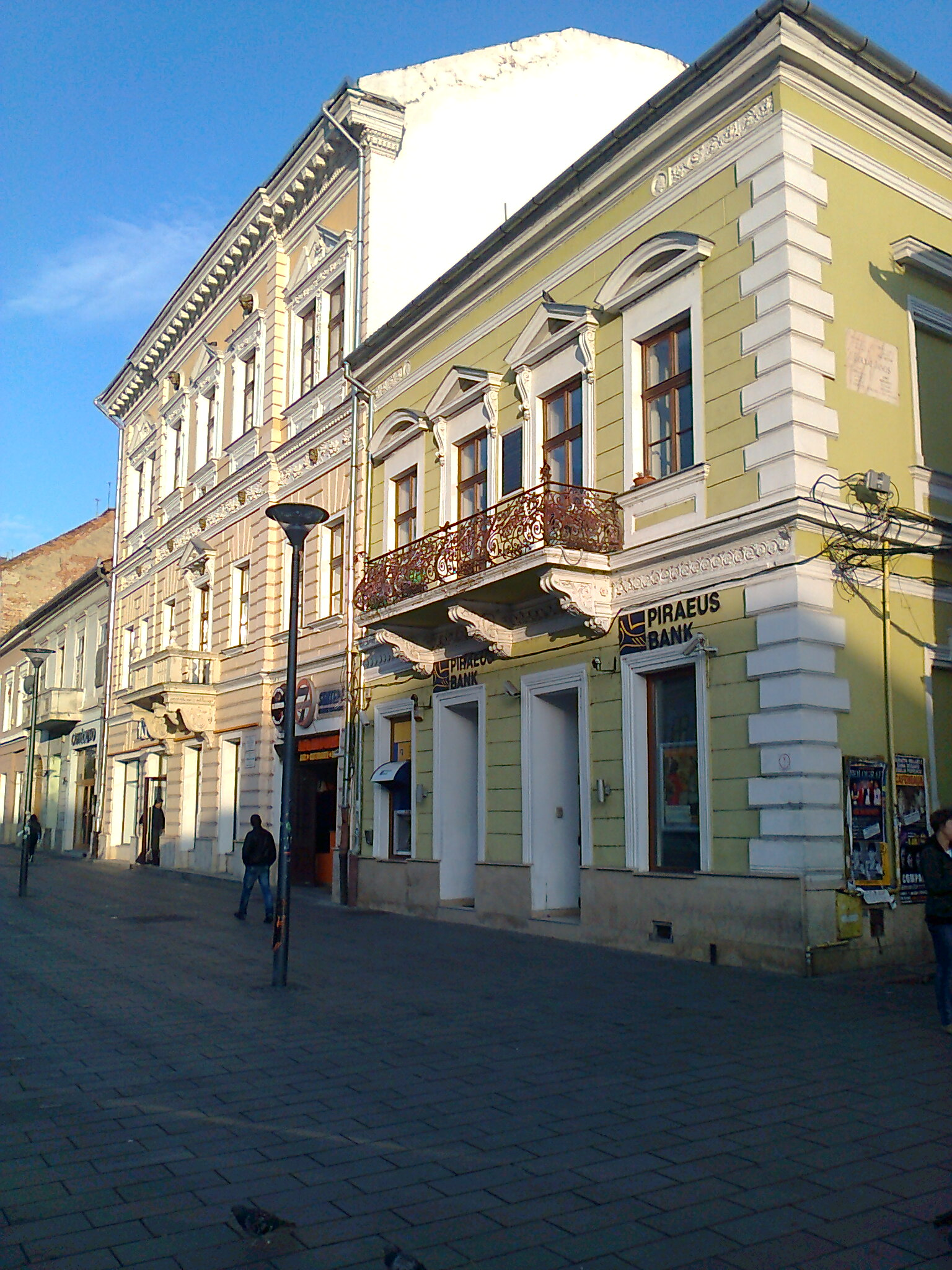
Clădirea în 2013
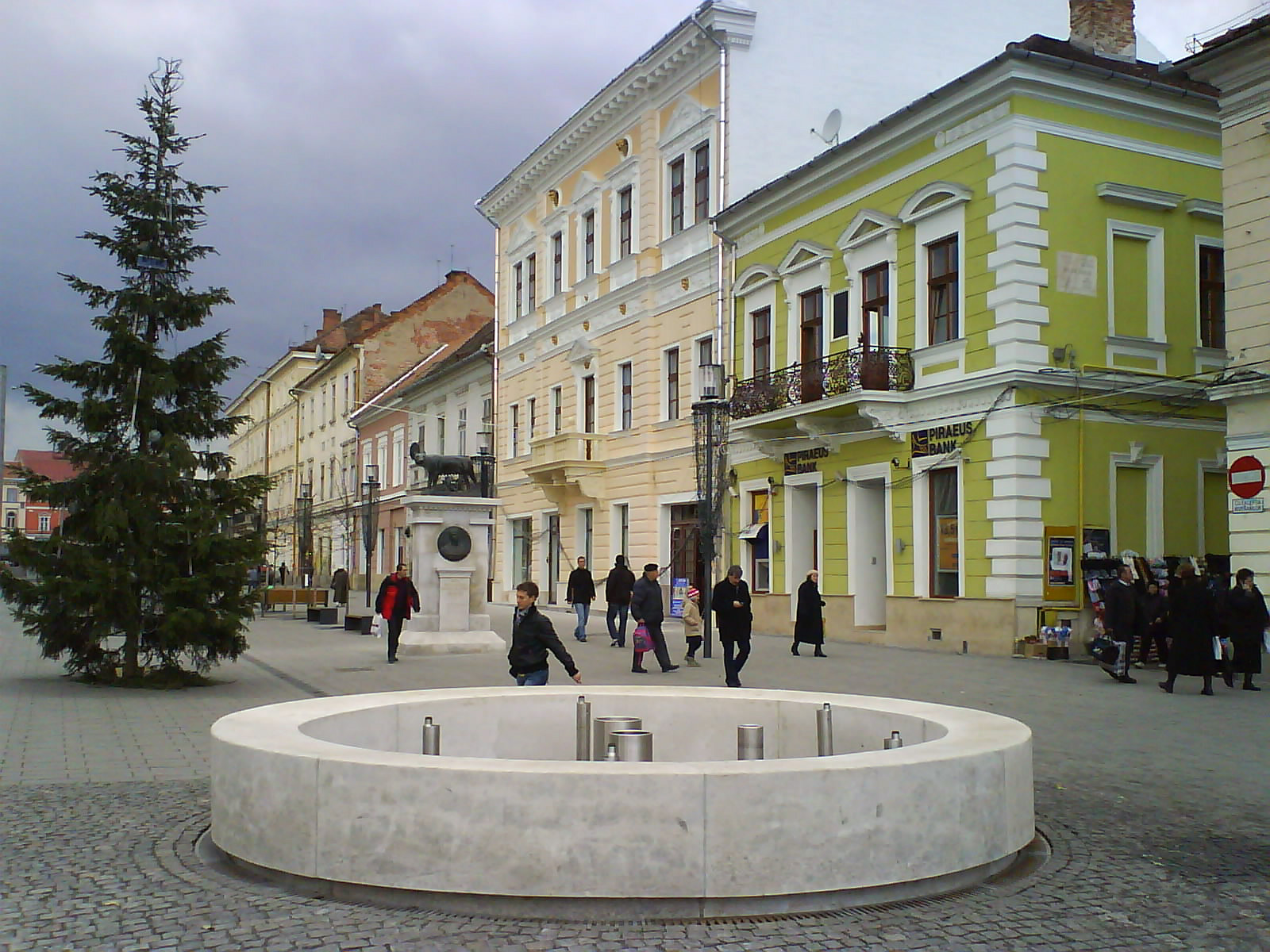
Partea pietonală a Bulevardului Eroilor, cu Statuia Lupa Capitolina şi "Casa Bolyai" (clădirea verde)